# فيليب ديفيز
فيليب ديفيز (12 ديسمبر 1990 لونغوي كندا - ) هو لاعب كرة قدم كندي يلعب كمدافع.

## وصلات خارجية
فيليب ديفيز على موقع الدوري الأمريكي (الإنجليزية)
- فيليب ديفيز على موقع قاعدة بيانات كرة القدم.إي يو (الإنجليزية)